# Breweria
Breweria é um género botânico pertencente à família Convolvulaceae.